# Đoàn Thanh Hà
Đoàn Thanh Hà (sinh năm 1980, tại Bắc Ninh)là một kiến trúc sư người Việt Nam, là con út trong một gia đình có ba người con với Bố và Mẹ đều là giáo viên ngoại ngữ. Con trai anh tên Đoàn Minh Trí Dũng (sinh năm 2008). Anh học kiến trúc tại trường đại học Kiến trúc Hà Nội từ 1997 đến 2002, tốt nghiệp Thạc sĩ Kiến trúc năm 2007, làm nghiên cứu sinh về "Tính nhân văn trong Kiến trúc" từ 2008 đến 2012 thì quyết định dừng để tập trung toàn bộ sức lực cũng như trí lực vào thực hành Kiến trúc. Thiết kế đầu tiên được xây dựng năm 2001 chính là ngôi nhà của Bố Mẹ anh đang ở hiện nay. Năm 2009, anh Hà thành lập H&P Architects, một văn phòng kiến trúc tập trung vào các công trình dành cho cộng đồng dễ bị tổn thương (về vật chất, vị thế xã hội và cơ hội phát triển) ở Việt Nam, đồng thời kiến tạo những cấu trúc độc đáo với những vật liệu xây dựng thân thiện.

## Sự nghiệp
Đoàn Thanh Hà là kiến trúc sư trẻ nhất được Hiệp hội Kiến trúc sư Quốc tế (UIA) trao giải thưởng lớn Vassilis Sgoutas cho Kiến trúc phục vụ người nghèo vào năm 2023 . Đoàn Thanh Hà là kiến trúc sư Việt Nam đầu tiên thắng giải Turgut Cansever 2020  do Hiệp hội Kiến trúc sư Quốc tế chứng thực, giải thưởng ghi nhận các đề xuất thể hiện được đặc trưng về những nguyên tắc thiết kế của kiến trúc sư Turgut Cansever - người duy nhất trên thế giới ba lần giành được giải thưởng danh giá Aga Khan. Đoàn Thanh Hà cũng là người hiếm hoi ba lần giành được Huy chương vàng giải thưởng ARCASIA (2015, 2016, 2019) do Hội đồng Kiến trúc sư Châu Á tổ chức: "...Đoàn Thanh Hà hiểu thấu vật liệu, dụng đúng chỗ, phát lộ đầy đủ cái quý và cái riêng của từng thứ. Đặc biệt anh làm chủ và thể hiện điêu luyện các cấu trúc và chi tiết kiến trúc. KTS Mies van der Rohe đã chẳng nói: "Chi tiết là thượng đế của cái đẹp kiến trúc".
Đoàn Thanh Hà đề xuất triết lý "Kiến trúc vị dân sinh với sứ mệnh: Đáp ứng các hoạt động sống thiết thực của người dân + Cải thiện chất lượng cuộc sống + Bù đắp những thua thiệt về kinh tế, văn hoá xã hội cho người dân. Kiến trúc vị dân sinh bao gồm ba yếu tố không thể tách riêng: Không gian thiết yếu (Nội dung), Cấu trúc nhân tạo theo cách tự nhiên (Cấu trúc) và Bộ nguyên tắc ứng xử .
Không gian thiết yếu là những không gian dành cho các hoạt động thuộc ba tầng nhu cầu cơ bản của con người (theo tháp nhu cầu Maslow, hướng từ dưới lên): Nhu cầu sinh học cá nhân (ăn, ngủ, nghỉ, bài tiết,..); Nhu cầu an sinh (cảm giác yên tâm, an toàn thân thể, có công ăn việc làm, chỗ ở,..); Nhu cầu xã hội (muốn được trong một nhóm cộng đồng, bạn bè thân hữu tin cậy,..). Từ đó, hình thành nên ba chuỗi dự án tương ứng với ba tầng nhu cầu này: Giáo dục-Y tế cấp cơ sở (Vườn vệ sinh cho đồng bào nghèo vùng cao, những cộng đồng người bị thiệt thòi ở đô thị và nông thôn) ; Nhà ở nhỏ theo mô-đun (cho người dân ở vùng bị thiên tai và ở khu vực nông thôn, ngoại vi đô thị) ; Không gian thân thiện: là không gian mở cho tất cả mọi người ở những khu vực đô thị hóa ngột ngạt.
Những "Không gian thiết yếu" được hình thành từ những "Vật liệu thiết thực" (tái sử dụng, rẻ tiền, sẵn có tại địa phương) với Công nghệ xây dựng thích hợp (kết hợp phương pháp thủ công truyền thống với kỹ thuật mới tùy từng bối cảnh) và có Sự tham gia của người dân (từ khi bắt đầu xây dựng đến khi hoàn thành và nâng cấp trong quá trình sử dụng). Ba điểm đặc trưng của những không gian này là: Đơn giản (Kiến trúc mô-đun hoá để dễ dàng thi công, bảo dưỡng, thay thế) + Linh hoạt (trong cách ghép, cách sử dụng, cách phát triển không gian) + Chi phí thấp.
"... Hà làm kiến trúc không phải cho bản thân mình nên không giữ mãi một cách biểu hiện quen thuộc để thành thương hiệu, mà đa dạng hóa phù hợp với hoàn cảnh và con người cụ thể". 

## Công trình
Thảm thực vật bay, Thái Bình [t6]
Dòng chảy nhiệt đới, Hà Nội [t7]
Cái tổ ngói, Hà Nam 
Nhà tre nổi, Hà Nội 
Không gian Ngói, Hà Nội 
Hồi sinh công viên Mỏ Mạo Khê, Quảng Ninh 
Ngôi nhà là cách sử dụng tùy chọn của con người, Hải Dương 
Động nhiệt đới, Bắc Ninh 
Không gian S, Hà Nam 
Tổ khuyến Nông, Quảng Ninh 
Cái hang gạch, Hà Nội 
Không gian thân thiện BE, Quảng Ninh 
Mành Mành salon, Hà Nội 
Vườn vệ sinh 2, Điện Biên 
Tổ ấm ruộng, Hà Tĩnh 
Nhà biết cách thở, Hà Nội 
Mầu tái chế, Hà Tĩnh 
Nhà hàng Cheering, Hà Nội 
Trụ sở SRDP-IWMC, Hà Tĩnh 
Vườn vệ sinh, Cao Bằng 
BES pavilion, Hà Tĩnh 
Tổ ấm nở hoa, Hà Nội 

## Giải thưởng
| Tên giải thưởng                                                | Năm                             |
| -------------------------------------------------------------- | ------------------------------- |
| UIA 2030 Award [t1] [t2]                                       | 2024-2023, 2022-2021            |
| UIA Vassilis Sgoutas Prize                                     | 2023                            |
| UIA Baku International Architecture Award                      | 2021, 2017                      |
| Giải thưởng Kiến trúc xanh Việt Nam                            | 2020-2019, 2018-2017, 2014-2013 |
| UIA Turgut Cansever International Award                        | 2020                            |
| KOHLER Bold Design Award                                       | 2020-2019                       |
| ARCASIA Awards for Architecture                                | 2024, 2019, 2017, 2016, 2015    |
| UIA Barbara Cappochin International Architecture Prize, Italy  | 2019                            |
| Archdaily Building of the Year Award                           | 2019                            |
| Giải thưởng Kiến trúc Quốc gia, Việt Nam                       | 2019-2018, 2017-2016            |
| Kiến trúc sư của năm (Ashui Architect of the Year), Vietnam    | 2018                            |
| 2A Continental Architectural Awards for Asia and Europe, Spain | 2018                            |
| Red Dot Award, Singapore                                       | 2018                            |
| International Architecture Awards, US                          | 2018, 2016, 2014                |
| Architizer A+ Awards, US                                       | 2018, 2017, 2016                |
| INDE. Award, Singapore                                         | 2019, 2018                      |
| FuturArc Green Leadership Award, Singapore                     | 2018, 2016                      |
| 2A Asia Architecture Award                                     | 2017, 2016, 2015                |
| UIA Friendly and Inclusive Spaces Awards                       | 2017                            |
| R+D Awards, US                                                 | 2016                            |
| AZ Awards, Canada                                              | 2015                            |
| Green Good Design Awards, US                                   | 2016, 2015                      |
| WAN House of the Year, UK                                      | 2018, 2014                      |
| AR House Award, UK                                             | 2014                            |

## Sách & Triển lãm
Triển lãm, 2025 Biennale d’architecture et de paysage d’Ile de France à l’ENSA Versailles, France [t8]
HOUSES & PEOPLE (Đoàn Thanh Hà: Nhà cửa & Con người), Sách song ngữ Việt-Anh, Tác giả Nguyễn Trí Thành, Nhà xuất bản Tri thức, Việt Nam 
Triển lãm, (Cloud Walker), Special Exhibition, Leeum Museum of Art, Hàn Quốc 
Khách mời triển lãm, Seoul biennale of Architecture and Urbanism, Hàn Quốc 
Gửi quá khứ một hộp thời gian, Sách, Nhiều tác giả, Nhà xuất bản Kim Đồng, Việt Nam 

## Tham Khảo
1. ↑  "Un architecte vietnamien se distingue au Turgut Cansever International Award". Báo điện tử Đảng Cộng sản Việt Nam. Bản gốc lưu trữ ngày 9 tháng 1 năm 2023. Truy cập ngày 15 tháng 12 năm 2023.
2. 1 2  "Winners of the UIA 2023 Triennial Prizes". International Union of Architects. ngày 1 tháng 7 năm 2023.
3. ↑  "Winners Announced For The International Contextual Architecture Award In Memory Of Turgut Cansever". World Architecture Community (bằng tiếng Anh).
4. 1 2  "Giấc mơ thoát khỏi những 'đô thị ngột ngạt'". thethaovanhoa.vn.
5. ↑  "Vietnamese architect wins Turgut Cansever Int'l Award 2020". vietnamnews.vn.
6. ↑  "Nhà cửa & Con người của Đoàn Thanh Hà - Tạp chí Kiến Trúc". Tạp chí Kiến trúc - Hội Kiến trúc sư Việt Nam.
7. ↑  "Kiến trúc vị dân sinh - Tạp chí Kiến Trúc". Tạp chí Kiến trúc - Hội Kiến trúc sư Việt Nam.
8. ↑  "Yếu tố khởi nguyên trong kiến trúc truyền thống mới". Người Đô Thị. Truy cập ngày 9 tháng 1 năm 2023.
9. ↑  PTBV - Vườn Vệ sinh, truy cập ngày 18 tháng 11 năm 2022
10. ↑  "'Kiến trúc phải đẹp và ấn tượng, nhưng không phải để khoe mẽ'". Tuổi Trẻ Online.
11. ↑  "Kiến trúc sư Hà Nội trăn trở về nhà vệ sinh vùng khó khăn". Báo điện tử VnExpress.
12. ↑  "Toigetation". Wikipedia tiếng Việt. Truy cập ngày 18 tháng 11 năm 2022.
13. ↑  KTS Đoàn Thanh Hà: Những nghĩ suy về thiết kế mô hình nhà ở bền vững tại Việt Nam, tr. LUXUO.VN
14. ↑  "Nhà tre Việt Nam", Wikipedia tiếng Việt, ngày 20 tháng 12 năm 2021, truy cập ngày 9 tháng 1 năm 2023
15. ↑  "Kiến trúc sư Việt được vinh danh vì 'giải ngột ngạt' cho đô thị".
16. ↑  2022 SNU-MOKCHON LECTURE, truy cập ngày 18 tháng 11 năm 2022
17. ↑  "'Kiến trúc phải đẹp và ấn tượng, nhưng không phải để khoe mẽ'".
18. ↑  "Tile Nest House / H&P Architects". ArchDaily. ngày 5 tháng 5 năm 2023.
19. ↑  "Floating Bamboo House / H&P Architects". ArchDaily. ngày 31 tháng 5 năm 2023.
20. ↑  "Ngói Space / H&P Architects". ArchDaily (bằng tiếng Anh).
21. ↑  TẬP 100 - ỨNG DỤNG KIẾN TRÚC DÂN GIAN VÀO CÔNG TRÌNH HIỆN ĐẠI - KTS ĐOÀN THANH HÀ - PS 20/02/2021, truy cập ngày 9 tháng 1 năm 2023
22. ↑  "Revitalizing Mao Khe Mining Park / H&P Architects". ArchDaily (bằng tiếng Anh).
23. ↑  "HOUSE (Human's Optional USE) / H&P Architects". ArchDaily (bằng tiếng Anh).
24. ↑  "Tropical Cave House / H&P Architects". ArchDaily (bằng tiếng Anh).
25. ↑  TẬP 48: ĐỘNG NHIỆT ĐỚI - KTS ĐOÀN THANH HÀ - PS 15/2/2020, truy cập ngày 9 tháng 1 năm 2023
26. ↑  "S Space / H&P Architects". ArchDaily (bằng tiếng Anh).
27. ↑  NÉT XANH TRONG KIẾN TRÚC NAY - TẬP 44 |19/01/2019| KHÔNG GIAN S, truy cập ngày 9 tháng 1 năm 2023
28. ↑  "AgriNesture / H&P Architects". ArchDaily (bằng tiếng Anh).
29. ↑  NÉT XANH TRONG KIẾN TRÚC NAY TẬP 49 | 23/02/2019 | TỔ KHUYẾN NÔNG - KTS ĐOÀN THANH HÀ, truy cập ngày 9 tháng 1 năm 2023
30. ↑  "Brick Cave / H&P Architects". ArchDaily (bằng tiếng Anh).
31. ↑  NÉT XANH TRONG KIẾN TRÚC NAY VTV3 - TẬP 20 |04/08/2018| NHÀ HANG GẠCH - KTS ĐOÀN THANH HÀ, truy cập ngày 9 tháng 1 năm 2023
32. ↑  "BE Friendly Space / H&P Architects". ArchDaily (bằng tiếng Anh).
33. ↑  NÉT XANH TRONG KIẾN TRÚC NAY - TẬP 37 |01/12/2018| KHÔNG GIAN THÂN THIỆN, truy cập ngày 9 tháng 1 năm 2023
34. ↑  "Mành Mành salon / H&P Architects". ArchDaily (bằng tiếng Anh).
35. ↑  "Toigetation 2 / H&P Architects". ArchDaily (bằng tiếng Anh).
36. ↑  "Terraces Home / H&P Architects". ArchDaily (bằng tiếng Anh).
37. ↑  "Properly Breathing House / H&P Architects". ArchDaily (bằng tiếng Anh).
38. ↑  "RE-AINBOW / H&P Architects". ArchDaily (bằng tiếng Anh).
39. ↑  "Cheering Restaurant / H&P Architects". ArchDaily (bằng tiếng Anh).
40. ↑  "SRDP-IWMC Office / H&P Architects". ArchDaily (bằng tiếng Anh).
41. ↑  "Toigetation / H&P Architects". ArchDaily (bằng tiếng Anh).
42. ↑  "Bes Pavilion / H&P Architects". ArchDaily (bằng tiếng Anh).
43. ↑  "Bb Home / H&P Architects". ArchDaily (bằng tiếng Anh).
44. ↑  quynhtrang (ngày 12 tháng 4 năm 2018). "Kết quả giải thưởng Kiến Trúc Xanh Việt Nam lần thứ 4 (2017-2018) - Tạp chí Kiến Trúc". Tạp chí Kiến trúc - Hội Kiến trúc sư Việt Nam. Truy cập ngày 9 tháng 1 năm 2023.
45. ↑  trúc, Tạp chí Kiến (ngày 24 tháng 9 năm 2020). "Kết quả Giải thưởng Kiến trúc xanh lần 5 - Phản ánh rõ nét xu hướng tư duy về kiến trúc xanh bền vững hơn - Tạp chí Kiến Trúc". Tạp chí Kiến trúc - Hội Kiến trúc sư Việt Nam. Truy cập ngày 9 tháng 1 năm 2023.
46. ↑  "Winners Announced For The International Contextual Architecture Award In Memory Of Turgut Cansever". World Architecture Community (bằng tiếng Anh). Truy cập ngày 9 tháng 1 năm 2023.
47. ↑  "2019 Winners – KOHLER Bold Design Awards". kbda-ap.com. Bản gốc lưu trữ ngày 3 tháng 2 năm 2023. Truy cập ngày 9 tháng 1 năm 2023.
48. ↑  "ARCASIA Awards for Architecture 2015 - ARCASIA". www.arcasia.org. Bản gốc lưu trữ ngày 8 tháng 11 năm 2022. Truy cập ngày 9 tháng 1 năm 2023.
49. ↑  "ARCASIA Awards for Architecture 2016 - ARCASIA". www.arcasia.org. Bản gốc lưu trữ ngày 11 tháng 11 năm 2022. Truy cập ngày 9 tháng 1 năm 2023.
50. ↑  "Architecture Asia Special issue - ARCASIA Awards 2019 - ARCASIA". www.arcasia.org. Bản gốc lưu trữ ngày 8 tháng 11 năm 2022. Truy cập ngày 9 tháng 1 năm 2023.
51. ↑  "Honorable Mention International Prize H&P Architects". FONDAZIONE BARBARA CAPPOCHIN (bằng tiếng Anh). Truy cập ngày 9 tháng 1 năm 2023.
52. ↑  "Winners of the 2019 Building of the Year Awards". ArchDaily (bằng tiếng Anh). ngày 12 tháng 3 năm 2019. Truy cập ngày 9 tháng 1 năm 2023.
53. ↑  "Giải thưởng Kiến trúc Quốc gia 2016: Tôn vinh Tác giả - Tác phẩm kiến trúc xuất sắc - Tạp chí Kiến Trúc". Tạp chí Kiến trúc - Hội Kiến trúc sư Việt Nam. ngày 24 tháng 4 năm 2017. Truy cập ngày 9 tháng 1 năm 2023.
54. ↑  "Kết quả Giải thưởng kiến trúc quốc gia 2018 và các tác phẩm xuất sắc - Tạp chí Kiến Trúc". Tạp chí Kiến trúc - Hội Kiến trúc sư Việt Nam. ngày 25 tháng 3 năm 2019. Truy cập ngày 9 tháng 1 năm 2023.
55. ↑  "Người thiết kế 'nhà hang' ở Hà Nội được trao giải Kiến trúc sư của năm". Tuổi Trẻ Online. ngày 31 tháng 12 năm 2018. Truy cập ngày 9 tháng 1 năm 2023.
56. ↑  "(Third, Vietnam) Brick Cave – 2A Continental Architectural Awards" (bằng tiếng Anh). Truy cập ngày 9 tháng 1 năm 2023.
57. ↑  "Bamboo house wins prestigious German design award - VnExpress International". VnExpress International – Latest news, business, travel and analysis from Vietnam (bằng tiếng Anh). Truy cập ngày 9 tháng 1 năm 2023.
58. ↑  "Tổ ấm nở hoa Blooming Bamboo Home nhận giải thưởng Quốc tế IAA 2014 - Tạp chí Kiến Trúc". Tạp chí Kiến trúc - Hội Kiến trúc sư Việt Nam. ngày 11 tháng 12 năm 2014. Truy cập ngày 9 tháng 1 năm 2023.
59. ↑  "Int'l architecture awards to unique restaurant, toilet". vietnamnews.vn. Truy cập ngày 9 tháng 1 năm 2023.
60. ↑  "Winners announced for 2018 International Architecture Awards". World Architecture Community (bằng tiếng Anh). Truy cập ngày 9 tháng 1 năm 2023.
61. ↑  "2018 Plus Winners - Architizer A+Awards". winners.architizer.com. Truy cập ngày 9 tháng 1 năm 2023.
62. ↑  "2018 Winners - INDE.Awards | Our region's design on the global stage". INDE.Awards (bằng tiếng Anh). Truy cập ngày 9 tháng 1 năm 2023.
63. ↑  "Toigetation". FuturArc (bằng tiếng Anh). Truy cập ngày 9 tháng 1 năm 2023.
64. ↑  "FGLA 2018 - BE friendly space". FuturArc (bằng tiếng Anh). Truy cập ngày 9 tháng 1 năm 2023.
65. ↑  Zohadi, Ahmad. "second Place, Vietnam- BB Home – 2A Continental Architectural Awards" (bằng tiếng Anh). Truy cập ngày 9 tháng 1 năm 2023.
66. ↑  Zohadi, Ahmad. "(Second, Vietnam) Re-ainbow (Re-use & Rainbow) – 2A Continental Architectural Awards" (bằng tiếng Anh). Truy cập ngày 9 tháng 1 năm 2023.
67. ↑  Zohadi, Ahmad. "(First, Vietnam) Be Friendly Space – 2A Continental Architectural Awards" (bằng tiếng Anh). Truy cập ngày 9 tháng 1 năm 2023.
68. ↑  quynhtrang (ngày 29 tháng 10 năm 2017). ""Be friendly space H&P Architect" giành giải thưởng không gian thân thiện và hòa nhập UIA 2017 - Tạp chí Kiến Trúc". Tạp chí Kiến trúc - Hội Kiến trúc sư Việt Nam. Truy cập ngày 9 tháng 1 năm 2023.
69. ↑  "Honorable Mention: Blooming Bamboo House". www.architectmagazine.com. Truy cập ngày 9 tháng 1 năm 2023.
70. ↑  "Announcing the Winners of the 2015 AZ Awards". Azure Magazine. ngày 19 tháng 6 năm 2015. Truy cập ngày 9 tháng 1 năm 2023.
71. ↑  "Bamboo floating house wins green award". ArchitectureAU (bằng tiếng Anh). Truy cập ngày 9 tháng 1 năm 2023.
72. ↑  "Vietnamese bamboo house highly commended in WAN Awards". Vietnam Investment Review - VIR (bằng tiếng Anh). ngày 24 tháng 10 năm 2014. Truy cập ngày 9 tháng 1 năm 2023.
73. ↑  "Winners 2018". WAN Awards (bằng tiếng Anh). Truy cập ngày 9 tháng 1 năm 2023.
74. ↑  Editors, A. R. (ngày 25 tháng 6 năm 2014). "Blooming Bamboo Home in Vietnam by H&P Architects". Architectural Review (bằng tiếng Anh). Truy cập ngày 9 tháng 1 năm 2023. {{Chú thích web}}: |họ= có tên chung (trợ giúp)
75. ↑  "KTS Đoàn Thanh Hà: 3 chữ 'không lặp lại' luôn đầy khắc nghiệt". thethaovanhoa.vn.
76. ↑  "KTS Đoàn Thanh Hà mang 'nhà tre nổi' Việt đến bảo tàng Hàn Quốc". cafef.vn.
77. ↑  "Nhà hang gạch và Không gian ngói của kiến trúc sư Đoàn Thanh Hà dự triển lãm Seoul". Tuổi Trẻ Online.
78. ↑  "Viết thư cho tuổi 16". Báo Nhân Dân điện tử. ngày 26 tháng 10 năm 2021. Truy cập ngày 18 tháng 11 năm 2022.
79. ↑  "KTS Đoàn Thanh Hà: Ẩn mình trong tre và đất". Báo Thanh Niên. ngày 10 tháng 7 năm 2022. Truy cập ngày 18 tháng 11 năm 2022.
80. ↑  "Meet the RIBA Local Ambassadors 2024".